# Johann Fabricius (théologien)

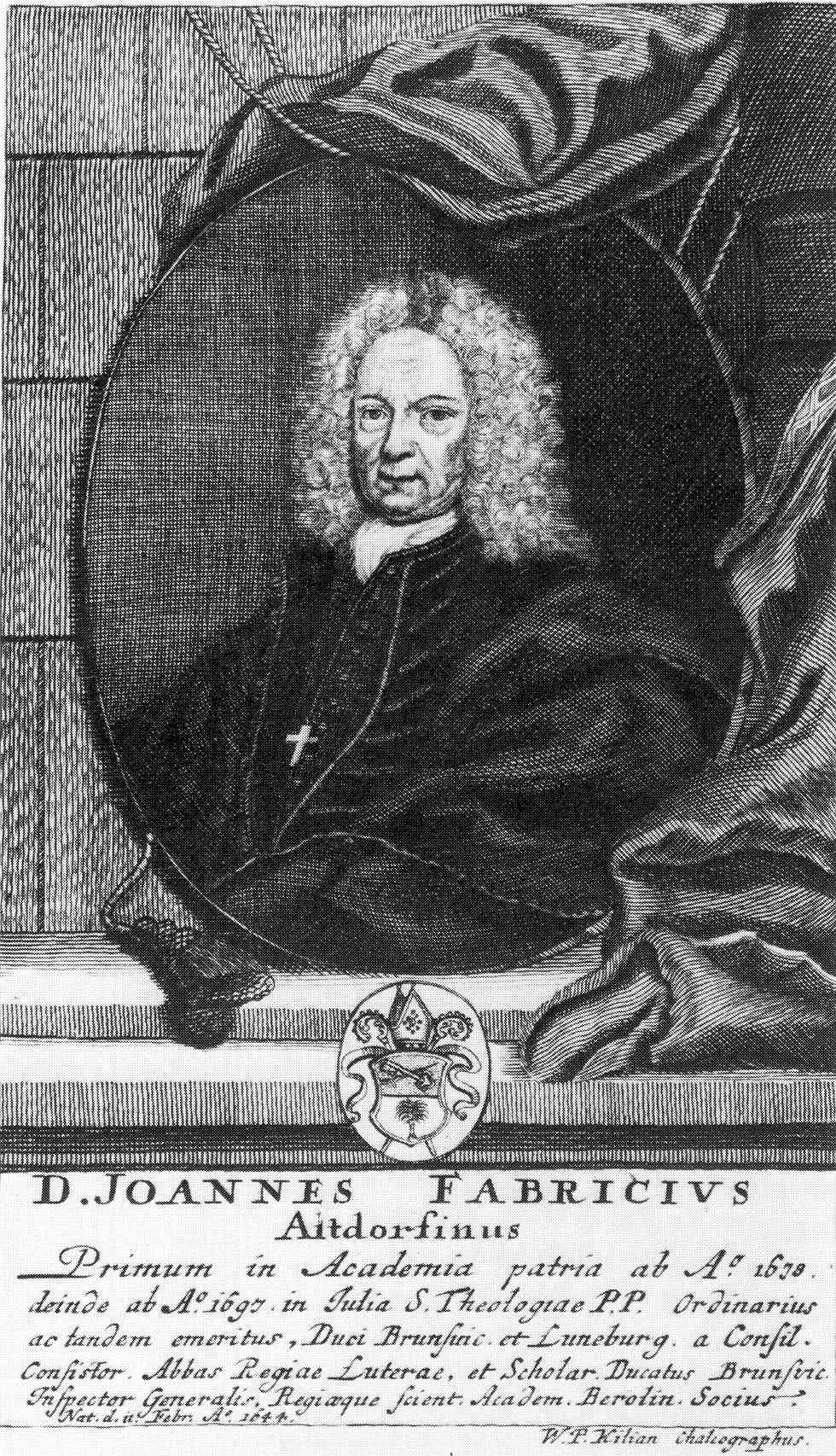
Johann Fabricius comme " émérite ", gravure contemporaine avec une liste de ses titres, dont Abbas Regiae Luterae, abbé de Königslutter

Johann Fabricius (né le 11 février 1644 à Altdorf et mort le 29 janvier 1729 à Königslutter) est un théologien luthérien allemand.

## Biographie

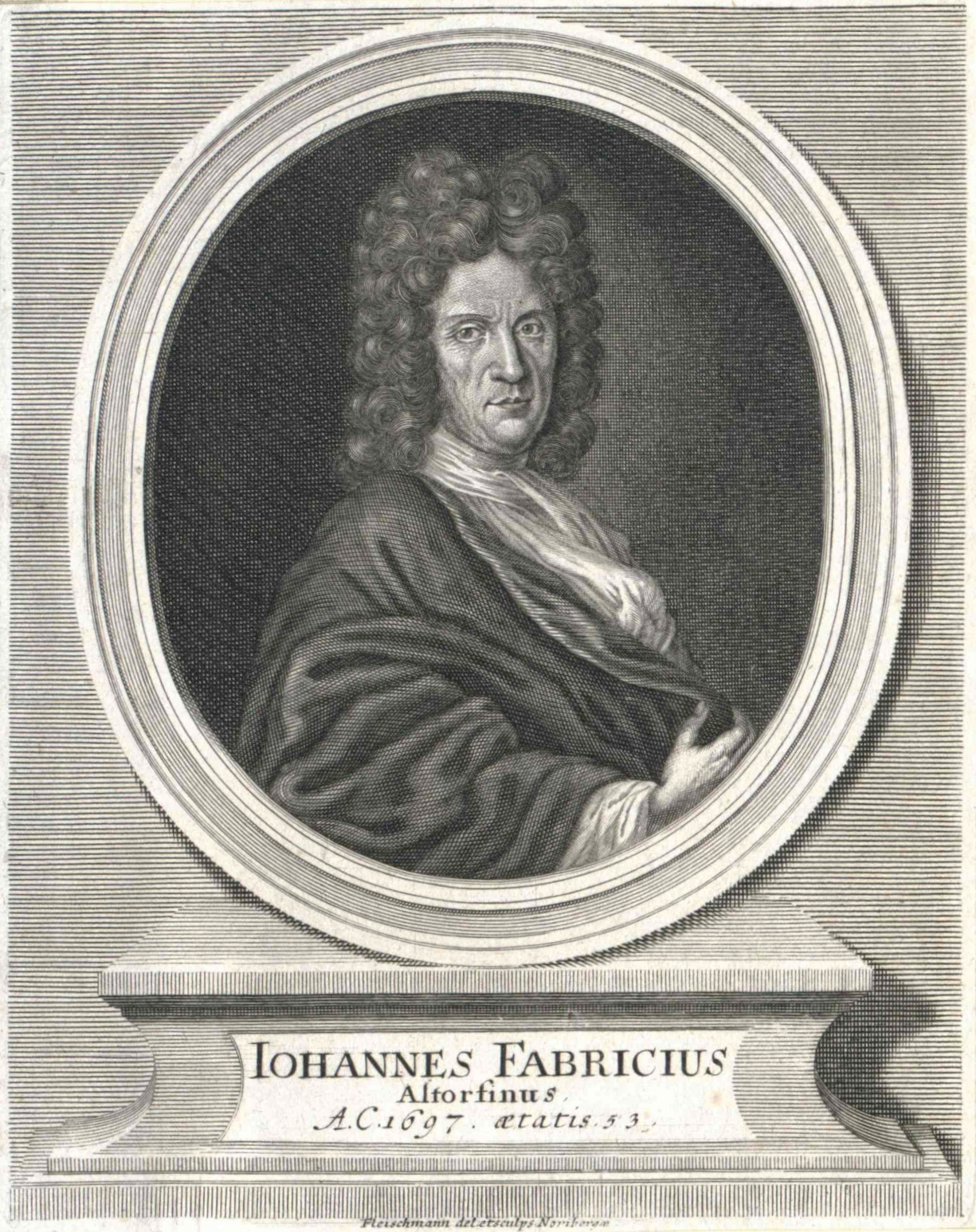
Johann Fabricius à 53 ans

À partir de 1663, Fabricius étudie à l'université d'Helmstedt, puis à Altdorf et est influencé par la théologie irlandaise de Georgius Calixtus.
À Venise, il est parfois prédicateur pour les marchands allemands. En 1677, il est nommé à l'Université d'Altdorf et en 1697 il s'installe à l'Université de Helmstedt, où il enseigne jusqu'en 1709 et occupe à plusieurs reprises le poste de doyen et de recteur pendant cette période. En 1701, en plus de sa chaire universitaire, il est nommé abbé du monastère de Königslutter et en 1703 comme conseiller du consistorial ducal de Brunswick. Toujours en 1703, Fabricius deviznt membre de l'Académie des sciences de Berlin.
Pour le duc Antoine-Ulrich de Brunswick-Wolfenbüttel, il écrit un rapport qui déclare que la conversion de sa petite-fille Élisabeth-Christine au catholicisme - pour pouvoir épouser le futur empereur Charles VI - est compatible avec le salut de l'âme. Lorsque ce rapport est devenu connu, il doit abandonner la chaise à Helmstedt et se retire à Königslutter. Après sa mort en 1729, il est enterré dans la cathédrale impériale de Königslutter. Son épitaphe élaborée est située sur le mur sud du transept.

## Travaux
Disputatio Theologica, Qua Historia Sacra Contra Nonnullos Pictorum Errores Vindicatur. Meyer, Altdorfi 1684. ( Digitalisat )